# Corvus ossifragus
Gralha-pesqueira ou gralha-ribeirinha (Corvus ossifragus) é uma ave da família Corvidae (corvos).

## Características
- Comprimento: 36 a 41 cm
- Envergadura: 76 a 102 cm
- Peso: 300 g
- Longevidade:

## Distribuição
Esta espécie pode ser encontrada as zonas costeiras do sul e leste dos Estados Unidos, desde as costas do Massachusetts e extremo sul da Nova Inglaterra até á Florida. O seu território estende-se ainda pela costa oeste do Golfo do México e Texas.

## Habitat
Com uma distribuição bastante ampla, esta ave pode ser encontrada numa grande variedade de habitats. Normalmente prefere zonas costeiras, margens de rios e lagos, pântanos e zonas alagadas sobre a influência das marés, podendo ainda ser encontrada com facilidade em áreas urbanas.

## Reprodução
A época de reproducção começa nos fins de Março e estende-se até aos meados de Junho. O ninho localiza-se no topo de uma conífera ou de uma árvore de folha perene e a uma altura de 1,8 a 27 metros. Geralmente encontra-se na proximidade de outros ninhos da mesma espécie, formando assim pequenas colónias dispersas. O ninho tem a forma de uma taça e é construído com ramos, raízes, ervas, casca de árvores e agulhas de pinheiro entrelaçadas com pelos de animais e penas. A postura é de 4 a 5 ovos, de cor esverdeada com pintas castanhas e cinzentas, sendo a incubação assegurada por ambos os membros do casal, durante os 16 a 18 dias que dura o período de choco. As crias encontram-se totalmente cobertas de penas 21 dias após a eclosão.

## Alimentação
É uma ave omnívora caracterizada por um regime alimentar bastante variado. Geralmente procura o alimento no chão ou inclusive em águas pouco profundas, que sobrevoa planando antes de arrancar o alimento de dentro de água com as patas. Alimenta-se de invertebrados marinhos, de pequenos crustáceos, como por exemplo caranguejos e camarões, de peixes mortos e cadáveres de outros animais. Fazem ainda parte da sua alimentação, insectos, larvas, répteis, fruta, cereais e sementes. Desenvolveu uma técnica de abrir os moluscos deixando-os cair repetidamente contra uma superficie dura, até que se lhes parta a concha que os protege. Ataca com muita frequência os ninhos de outras aves para se alimentar dos ovos ou das crias.